# Wojciech Rudy
Wojciech Władysław Rudy (* 24. Oktober 1952 in Katowice, Polen) ist ein ehemaliger polnischer Fußballspieler, -trainer, -funktionär und -schiedsrichter. Des Weiteren arbeitete er als Schuldirektor und Lehrer in Sosnowiec.
Wojciech Rudy begann seine Karriere als Torwart bei Gwardia Katowice. Erst bei Zagłębie Sosnowiec, wo er von 1970 bis 1983 spielte, wurde er zum Abwehrspieler umfunktioniert.
Wojciech Rudy spielte 40-mal für die polnische Nationalmannschaft und erzielte ein Tor. Sowohl bei den Olympischen Spielen 1976 als auch bei der Fußball-Weltmeisterschaft 1978 gehörte Rudy zum Kader der polnischen Mannschaft.
Nach seiner aktiven Fußballerlaufbahn war er lange Zeit nationaler und auch internationaler Schiedsrichter. Von 2000 bis 2007 war er Direktor der Grundschule Nr. 23 in Sosnowiec und gleichzeitig Sportdirektor von Zagłębie Sosnowiec. Im April 2007 wurde er wegen Verdacht der Korruption im polnischen Fußball verhaftet und zwei Tage später gegen Zahlung einer Kaution in Höhe von 20.000 Złoty wieder entlassen.

## Erfolge
- Polnischer Pokalsieger (1977, 1978)
- Olympische Silbermedaille (1976)
- Polnischer Fußballer des Jahres (1979)
- WM-Teilnahme (1978)